# Knox Mutizwa
Knox Mutizwa (Bulawayo, 12 ottobre 1993) è un calciatore zimbabwese, attaccante del Golden Arrows e della nazionale zimbabwese.

## Palmarès

### Club

#### Competizioni nazionali
- Coppa di Zimbabwe: 1

Highlanders: 2013